# Asia Argento
Aria Asia Maria Vittoria Rossa Argento (sinh ngày 20 tháng 9 năm 1975) là một diễn viên Ý.

## Danh mục phim
- Demoni 2 (1986)
- Palombella Rossa (1988)
- La Chiesa (1989)
- Trauma (1993)
- La Reine Margot (1994)
- The Stendhal Syndrome (1996)
- Traveling Companion (1996)
- Viola bacia tutti (1997)
- New Rose Hotel (1998)
- B. Monkey (1998)
- The Phantom of the Opera (1998)

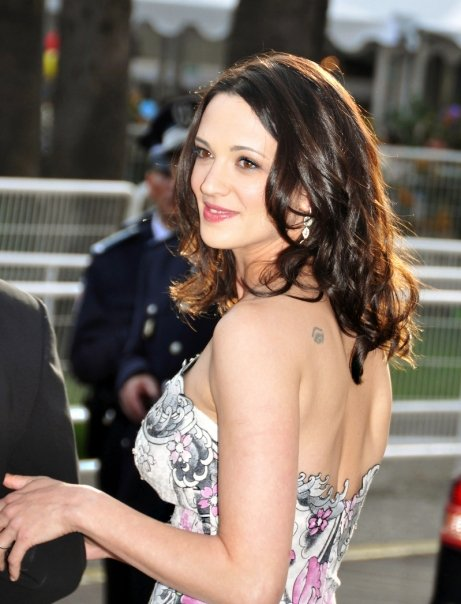
Argento tại LHP Cannes năm 2009.

- Les Misérables (miniseries) (2000)
- Scarlet Diva (2000)
- Les morsures de l'aube còn gọi là Love Bites (2001)
- The Red Siren (2002)
- xXx (2002)
- This Picture (2003) (Placebo video-clip as model)
- (s)AINT (2003) (Marilyn Manson music video)
- The Keeper (2004)
- The Heart Is Deceitful Above All Things (2004)
- Last Days (2005)
- Cindy: The Doll Is Mine (2005)
- Land of the Dead (2005)
- Live Freaky! Die Freaky! (2006)
- Sean Lennon's Friendly Fire (2006)
- Marie Antoinette (2006)
- Transylvania (2006)
- Une vieille maîtresse còn gọi là The Last Mistress (2007)
- Désengagement (2007)
- Boarding Gate (2007)
- The Mother of Tears (2007)
- Coin Locker Babies (2008)
- De la guerre (2008)
- Diamond 13 (2009)
- Cavalli (2011)
- Dracula 3D (2012)
- Do not Disturb (2012)